# Indosylvirana flavescens
Espèce
Synonymes
- Rana flavescens Jerdon, 1854 "1853"
- Hylarana flavescens (Jerdon, 1854 "1853")

Indosylvirana flavescens est une espèce d'amphibiens de la famille des Ranidae.

## Répartition
Cette espèce est endémique d'Inde. Elle se rencontre au Kerala dans les districts de Wayanad et de Palakkad et au Tamil Nadu dans le district des Nilgiris.

## Description
Les mâles étudiés par Biju et al. en 2014 mesurent de 45,2 à 59,5 mm et la femelle 75,5 mm.

## Publication originale
- Jerdon, 1854 "1853" : Catalogue of Reptiles inhabiting the Peninsula of India. Journal of the Asiatic Society of Bengal, vol. 22, p. 522-534 (texte intégral).